# أليساندرا فلورا
أليساندرا فلورا (بالإيطالية: Alessandra Flora) هي ملحنة إيطالية، ولدت في 25 سبتمبر 1975 في باري في إيطاليا.